# Wolfgang Hatzky
Wolfgang Hatzky (* 25. April 1975) ist ein ehemaliger deutscher Footballspieler.

## Laufbahn
Hatzky, ein 1,85 Meter großer Runningback, begann seiner Footballlaufbahn 1989 bei den Hanau Hawks. In der 2000er Saison der NFL Europe stand er bei Rhein Fire in Düsseldorf unter Vertrag. Ende Juni 2000 sicherte er sich mit der Mannschaft durch ein 13:10 über die Scottish Claymores im Frankfurter Waldstadion den Sieg im World Bowl. In der anschließenden Bundesliga-Saison im Jahr 2000 stand er für die Hamburg Blue Devils auf dem Rasen, danach wechselte er zu den Cologne Crocodiles.
Hatzky war deutscher Nationalspieler, mit der Auswahlmannschaft wurde er im Jahr 2000 Zweiter der Europameisterschaft und 2001 dann Europameister.
Er war als Trainer für die hessische Landesauswahl beschäftigt, ab Frühjahr 2004 war er im Trainerstab der Wiesbaden Phantoms tätig.